# Max Eastman

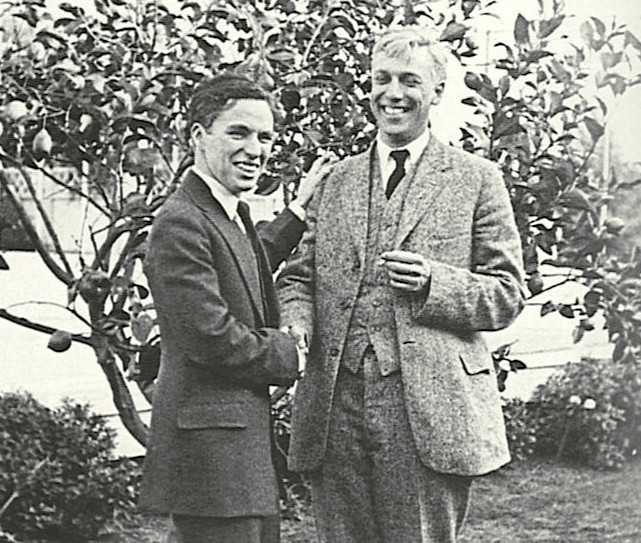
Max Eastman (till höger) och Charlie Chaplin i Hollywood, 1919.

Max Forrester Eastman, född 4 januari 1883 i Canandaigua i New York, död 25 mars 1969 i Bridgetown på Barbados, var en amerikansk skribent gällande litteratur, filosofi och samhället, poet och framträdande politisk aktivist och politiker. Under lång tid var han socialist och ledande förespråkare av harlemrenässansen och andra radikala strömningar, men på äldre dagar tog han avstånd från socialismen helt och blev anhängare av McCarthyismen.
Efter ryska revolutionen 1917 levde Max Eastman en tid i Sovjetunionen. Där blev han vittne till maktkampen mellan Stalin och Trotskij, i vilken han sympatiserade med den senare. Eastman var en tid aktiv i den trotskistiska rörelsen i USA tillsammans med James P. Cannon och han översatte många av Trotskijs texter från ryska till engelska. 
Slutligen blev Eastman inte bara kritisk till stalinismen utan han började bli mer och mer skeptisk till socialismen över huvud taget, och under 1950-talet stödde han McCarthyismen.
Max Eastman dog i sitt sommarhus i Bridgetown på Barbados, 86 år gammal.

## Släktskap
Max Eastman var bror till Crystal Eastman.